# SCPB '22
SCPB '22 is een Nederlandse amateurvoetbalclub uit Badhoevedorp, een dorp in de gemeente Haarlemmermeer, provincie Noord-Holland. De thuiswedstrijden worden gespeeld op “Sportpark de Schuilhoeve”. De vereniging werd op 1 juli 2022 opgericht na een fusie tussen RKSV Pancratius en SC Badhoevedorp. De clubkleuren zijn rood-zwart-wit.
SCPB ‘22 heeft 2 afdelingen. De club telt afdelingen voor veld- en zaalvoetbal en voor honk- en softbal.
Het standaardelftal voor voetbal speelt vanaf seizoen 2023/24 in de 1e klasse. Voor het seizoen van 2022/23 had SCPB ‘22 87 veldvoetbal herenteams en 9 damesteams in de reservecompetitie (voetbal) ingeschreven. Daarnaast hadden ze 3 zaalvoetbalteams ingeschreven. Het eerste honkbalteam speelt in de 4e klasse en het eerste softbal team speelt in de 2e klasse. Voor het seizoen van 2022/23 had de club 3 honkbalteams en 3 softbal teams ingeschreven.
De voorzitter van SCPB ‘22 is Harry den Arend.

## Geschiedenis
SCPB '22 is een sportieve samenvoeging van RKSV Pancratius en SC Badhoevedorp. De fusievereniging is opgericht op 1 september 2022. Over de historie van beide clubs is veel te vertellen.
Pancratius
Pancratius is opgericht in Sloten (plaats in Noord-Holland) in het jaar 1930 door een groepje 17-jarige jongens. In 1954 moest Pancratius echter weg uit Sloten, en werden na veel geharrewar twee (oude) velden aan de toenmalige Zwarteweg (thans Stevinstraat) in bruikleen gegeven. Gelukkig kon Pancratius na de nodige diplomatieke druk, met name door de toenmalige voorzitter P. Bekker, in oktober 1958 naar het nieuwe complex De Schuilhoeve, de huidige plek van SCPB '22, met een gloednieuw clubhuis (met acht kleedkamers) in gebruik nemen. Tien jaar later, in 1968, werd daar de veldverlichting geïnstalleerd. Weer een jaar later werd voor een kleine 2 ton (in guldens, natuurlijk) de kleedkamer-accommodatie aanzienlijk uitgebreid. Gevolgd door, nog niet zo heel lang geleden, opnieuw een flinke aan- en verbouwing.
SC Badhoevedorp
SC Badhoevedorp is het resultaat van een samengaan in 1986 van SV Lijnden en de voetbalafdeling van SVK/Badhoevedorp. De complete clubhistorie van zowel SV Lijnden als SVK/Badhoevedorp is hier terug te vinden.

## Competitieresultaten 2022-heden
| 1 2B |

| 1A |

| Eerste klasse | Tweede klasse |